# Steffen Iversen
Steffen Iversen, norveški nogometaš in trener, * 10. november 1976, Oslo, Norveška.
Tudi njegov oče, Odd Iversen, je bil znan nogometaš. 